# Pacte Autonòmic de 1992
El Pacte Autonòmic de 1992, entre el PP i el PSOE, són els acords polítics entre aquestes dues formacions per definir el desenvolupament competencial de les comunitats autònomes de via lenta, entre les quals s'hi comptaven les Illes Balears.

## L'intent de reformar l'Estatut d'Autonomia de les Illes Balears
Durant la segona legislatura autonòmica (1987-1991) es va fer palès un notable enfrontament entre el Govern espanyol (PSOE) i el Govern Balear (PP). Les males relacions es posaren de manifest en alguns recursos d'inconstitucionalitat presentats pel Govern espanyol contra el Govern de les Illes Balears, i a través de la negativa a traspassar competències a les Balears. L'eventual reforma de l'Estatut d'Autonomia es va posar sobre la taula en diverses ocasions de banda dels nacionalistes del PSM-EEM (Partit Socialista de Mallorca - Entesa de l'Esquerra de Menorca). Havent transcorregut cinc anys des de la promulgació de l'Estatut, les Balears podien ampliar les seves competències a través de la reforma estatutària. El 9 de novembre de 1988 el Parlament es va pronunciar a favor de la reforma, sols amb els vots en contra del PSOE. I, finalment, el 29 de gener de 1991, el Parlament va aprovar una molt ambiciosa proposició de llei orgànica de reforma de l'Estatut d'Autonomia de les Illes Balears, amb els vots a favor de tots els grups llevat del PSOE.

## Els contenguts de la iniciativa de reforma estatutària
La proposta de reforma de l'Estatut tenia dos objectius complementaris: ampliar les competències autonòmiques i conferir més capacitat organitzativa i política a les Illes Balears. Entre les modificacions previstes hi destacava l'establiment d'un sistema de finançament basat en el concert econòmic amb l'estat. Es proposava que el president de la comunitat autònoma pogués dissoldre el Parlament i la separació entre les figures de diputats del Parlament i les de consellers insulars. De tot això se'n desprenia la igualació de la comunitat autònoma balear amb les anomenades comunitats històriques (Catalunya, País Basc i Galícia). Aquesta proposta va comptar amb el suport de la Plataforma Cívica per l'Autogovern de les Balears, que ajuntà associacions polítiques, sindicals, patronals, culturals i socials, amb el lema de Volem comandar a ca nostra. La plataforma va demostrar una notable capacitat de convocatòria, però es va veure limitada per l'hostilitat del PSOE i, ben aviat, també per la del PP.

## Gènesi dels acords
El 29 de setembre de 1991 el PSOE filtrava a la premsa les reunions secretes que havia tengut amb el PP sobre el tema del futur estat autonòmic. Les reunions varen estar dirigides, de banda del PSOE, pel secretari d'organització Txiqui Benegas, mentre que el PP hi envià el seu secretari general Francisco Álvarez Cascos. Mentre els socialistes defensaren la delegació de competències mitjançant lleis orgàniques, els conservadors preferien les reformes d'estatuts. El febrer del 1992, els dirigents espanyols del PSOE i el PP signaren un pacte autonòmic, que es va concretar en la Llei orgànica 9/1992, de 23 de desembre, en el qual es fixaven les bases perquè les comunitats autònomes que tan sols havien assumit les competències esmentades en l'article 148.1 de la Constitució (Astúries, Cantàbria, la Rioja, Múrcia, Aragó, Castella-la Manxa, Extremadura, Illes Balears, Madrid i Castella i Lleó) poguessin assumir-ne de noves.

## La reforma de l'Estatut de 1993
El 31 de març de 1993, el Parlament de les Illes Balears, d'acord amb els pactes entre el PP i el PSOE, el 31 de març de 1993 va aprovar una nova proposició de llei de reforma de l'estatut, amb els vots en contra dels diputats del PSM-EEM i UIM, d'alguns diputats d'UM i del diputat del Grup Mixt Jaume Peralta. En el Congrés dels Diputats, en contra de tota lògica, es va debatre primer la proposta de 1993 que no la de 1991. Així, el 30 de setembre de 1993 el Congrés aprovà la proposta de reforma de 1993 amb els vots a favor del PSOE, PP i, també, CiU i ERC. Izquierda Unida hi votà en contra i el PNB s'abstingué. La proposta de reforma aprovada per Parlament de les Illes Balears el 1991 no va ser vista, i rebutjada, pel Congrés dels Diputats fins al 12 de setembre de 1995.
Com a conseqüència dels acords entre el PP i el PSOE, concretats en la reforma de 1993, les competències transferides varen ser quasi insignificants (col·legis oficials o professionals, mines, protecció de menors, ferrocarrils...). Amb posterioritat es varen anar transferint les competències de més entitat. El 1995 es traspassaren les cambres de comerç, les cambres agràries (que ja havien estat desposseïdes de competències), les fundacions i l'ensenyament nauticoesportiu. Fins al 1996 no es va traspassar la competència de l'Institut Nacional de Serveis Socials i la Universitat de les Illes Balears. L'ensenyament no universitari va ser transferit el 1997. Els serveis de l'Institut Nacional de la Salut no passaren a la comunitat autònoma fins al 27 de desembre de 2001, devuit anys després de l'aprovació de l'estatut d'Autonomia.